# Werner Abt
Werner Abt (* 21. Mai 1943 in Basel) ist ein ehemaliger Radsportler aus der Schweiz und Schweizer Meister im Radsport.

## Sportliche Laufbahn
Abt begann 1958 mit dem Radsport. 1962 qualifizierte er sich für die damalige A-Klasse der Amateure in der Schweiz. 1963 hatte er einige gute Platzierungen, leistete aber überwiegend seinen Dienst in der Rekrutenschule. Er gewann 1964 seinen ersten nationalen Titel mit seinem Verein VMC Olympia Basel und war mit Platz 15 bester Schweizer beim britischen Milk Race. In der Ostschweiz gewann er 1965 ein erstes kleineres Etappenrennen. Abt entschied sich, seine Prioritäten im Beruf zu setzen, und beendete seine Laufbahn relativ früh.

## Familiäres
Werner Abt ist der ältere Bruder von Peter Abt, der ebenfalls Radsportler war.

## Berufliches
Abt absolvierte eine Ausbildung zum Büromaschinenmechaniker.